# Shō Sei
Shō Sei (尚 清, 1497–1555) est souverain du royaume de Ryūkyū de 1526 à 1555.

## Biographie
Il est le cinquième fils du roi Shō Shin auquel il succède.
Shō Sei réprime une rébellion à Amami-Ōshima en 1537 et prend cette même année des mesures pour améliorer les défenses contre wakō.
À sa mort en 1555, son deuxième fils, Shō Gen, lui succède.

## Source de la traduction
- (en) Cet article est partiellement ou en totalité issu de l’article de Wikipédia en anglais intitulé « Shō Sei » (voir la liste des auteurs).